# Zdravko Gavran
Zdravko Gavran je hrvatski književni kritičar. Osim toga piše članke, rasprave i oglede, pjesme i kratke priče.
Piše za zagrebačku Republiku, 3. program Hrvatskog radija, karlovačko Svjetlo, Novu Istru, Glasnik HDZ, Most.
Pisao je o Đuri Arnoldu, Marinu Sabiću, Antunu Mahniću, papi Ivanu Pavlu II., Anti Stamaću, Kranjčeviću i drugima.
Uređivao je Glasnik HDZ od 1993. do 1995. godine.
S engleskog je na hrvatski preveo Johna L. Allenam Rabindratha Tagorea, Johna J. Mearsheimera, Joela Kotkina i Charlotte Greig. S njemačkog je na hrvatski preveo Hermana Hessea. 
Sudionikom je manifestacije Dana kršćanske kulture,  Neretvanskih književnih, znanstvenih i kulturnih susreta, Dana Antuna Šoljana.
Zastupljen je u antologiji hrvatske kratke priče Trenutak proze urednika Davora Uskokovića.
Djela:
- Kako su rušili Tuđmana, 1992.
- Moja Hrvatska: zemljom kroz prostor i vrijeme (urednik i suautor, oblikovali Miroslav Ambruš-Kiš, Krešimir Godina), 1993.
- Hrvatski izlazak, 1995.
- Ivan Pavao II., suvremeni svijet i kraljevstvo Božje: članci, rasprave i ogledi, 2003.
- Paprenjaci: epigrami, 2003.
- Stijenj: pasatističke pjesme, 2005.
- Pod svodovima svoga neba: književni ogledi i kritike, 2007.
- Svlačenje ljubavi, Hrvatska kulturna zaklada - Hrvatsko slovo, 2008. (ilustrirao Nikola Listeš)
- Svjetla i sjene slobode: razmišljanja o hrvatskom katolištvu u demokraciji, Glas Koncila, 2010.

Odlikovan je Redom Danice hrvatske s likom Antuna Radića (1995.).